# Oswaldo (televíziós sorozat)
A Oswaldo 2017-től vetített brazil–kanadai–indiai számítógépes animációs vígjátéksorozat, amelyet Pedro Eboli alkotott.
Brazíliában
2017. október 11-én mutatta be a Cartoon Network. Magyarországon a Minimax mutatta be 2021. október 23-án.

## Cselekmény
Oswaldo egy 13 éves pingvin, aki a hatodik osztályba jár, barátaival, Tobiasszal és Leia-val.

## Szereplők

### Főszereplők
| Szereplő | Eredeti hang   | Magyar hang      | Leírás           |
| -------- | -------------- | ---------------- | ---------------- |
| Oswaldo  | Joel Vieira    | Szokol Péter     | 12 éves pingvin. |
| Tobias   | Vini Wolf      | Seszták Szabolcs | Oswaldo barátja. |
| Léia     | Melissa Garcia | Molnár Ilona     | Oswaldo barátja. |
| Feramina | Mabel Cezar    | Vándor Éva       | Oswaldo anyja.   |
| Paulito  | Nestor Chiesse | Seder Gábor      | Oswaldo apja.    |

### Mellékszereplők
| Szereplő | Eredeti hang               | Magyar hang     | Leírás                      |
| -------- | -------------------------- | --------------- | --------------------------- |
| Vivien   | Ludmilla Oliveira da Silva | Roatis Andrea   | Léia barátnője.             |
| Sandra   | Tatiane de Marca           | Andrádi Zsanett | Testvérek és Léia barátnői. |
| Janete   | Tatiane de Marca           | Szabó Zselyke   | Testvérek és Léia barátnői. |

## Epizódok
| Évad | Évad | Epizódok | Eredeti sugárzás  | Eredeti sugárzás    | Magyar sugárzás   | Magyar sugárzás   |
| Évad | Évad | Epizódok | Évadpremier       | Évadfinálé          | Évadpremier       | Évadfinálé        |
| ---- | ---- | -------- | ----------------- | ------------------- | ----------------- | ----------------- |
|      | 1    | 13       | 2017. október 11. | 2018. január 1.     | 2021. október 23. | 2021. október 29. |
|      | 2    | 13       | 2019. június 3.   | 2019. augusztus 26. | 2021. október 29. | 2021. november 4. |
|      | 3    | 13       | 2020. január 6.   | 2020. március 18.   | 2021. november 5. | N/A               |
|      | 4    | 13       | 2020. november 4. | 2021. január 27.    | N/A               | N/A               |

## Gyártás
A show 2014-ben egy ötletbemutatón mutatták be Brazíliában.
2017. szeptember 23-án bejelentették, hogy a sorozat nemzetközi jogait a Kid Glove vette meg. 2018. február 7-én bejelentették, hogy a 13 rész mellé további 39 epizódot rendeltek be.